# Microcambeva
Microcambeva (Мікрокамбева) — рід риб з підродини Sarcoglanidinae родини Trichomycteridae ряду сомоподібні. Має 3 види. Наукова назва походить від грецького слова mikros, тобто «малий», та тупі-гуаранського слова cambeva — «сплощена голова».

## Опис
Це демерсальні риби. Загальна довжина представників цього роду коливається від 3 до 4,5 см. Голова невеличка, сильно сплощена зверху. Є 3 пари вусів, що розташовані біля ніздрів. Тулуб подовжений, сильно стиснутий з боків. Скелет складається з 34 хребців. Спинний плавець складається з 9 м'яких променів. Жировий плавець відсутній. Грудні плавці, перший промінь коротший за інші. Анальний плавець має 8 м'яких променів. Хвостовий плавець трохи видовжений.

## Спосіб життя
Це демерсальні та бентопелагічні риби. Воліють до чистих, прозорих вод. Зустрічаються в дрібних струмках, на глибині 60 см. Тримаються на сірому піску, в який полюбляють зариватися. Активні вночі. Живляться рослинними залишками.

## Розповсюдження
Є ендеміками Бразилії — у басейнах річок Рібейра-де-Ігуапе, Жукуручу, прибережних річках штатів Ріо-де-Жанейро та Еспіріту-Санту.

## Види
- Microcambeva barbata Costa & Bockmann, 1994
- Microcambeva bendego de Medeiros, Moreira, de Pinna & Lima, 2020
- Microcambeva draco Mattos & Lima, 2010
- Microcambeva ribeirae Costa, Lima & Bizerril, 2004